# Xelomó Dov Goitein
Xelomó Dov Goitein (3 d'abril del 1900 - 6 de febrer del 1985) fou un etnògraf, historiador i arabista jueu alemany conegut per la seva recerca sobre la vida dels jueus al món islàmic medieval i, sobretot, la guenizà del Caire.

## Biografia
Xelomó Dov (Fritz) Goitein nasqué a la localitat de Burgkunstadt, a l'Alta Francònia (Alemanya). El seu pare, Dr. Eduard Goitein, havia nascut a Hongria com a plançó d'un llarg llinatge de rabins. El nom Goitein podria derivar de Kojetín (a Moràvia), per la ciutat d'origen de la família. Rebé una formació secular i una educació talmúdica alhora. El 1914 morí el seu pare i la família es mudà a Frankfurt, on acabà l'educació secundària i la universitat.
Entre el 1918 i el 1923 aprengué l'àrab i estudià l'islam a la Universitat de Frankfurt sota la tutela del famós erudit Josef Horovitz, tot continuant els seus estudis talmúdics amb un professor particular. Deixà la universitat amb una dissertació sobre la pregària en l'islam. El 1923, Goitein complí un somni de tota una vida quan, juntament amb Guerxom Xalom, emigrà a Palestina, on romandria 34 anys. Visqué quatre anys a Haifa abans de ser convidat a ensenyar a la Universitat Hebrea de Jerusalem, inaugurada dos anys abans. A Jerusalem es casà amb Theresa Gottlieb (1900-1987), una professora de rítmica que componia cançons i obres de teatre infantils. Tingueren tres fills: Ayala Gordon, Ofra i Elon.
El 1957 es mudà als Estats Units. Se n'anà a viure a Filadèlfia i esdevingué professor de la Universitat de Pensilvània. Fou part del professorat del Departament d'Estudis Orientals des del 1957 fins al 1971. Després de jubilar-se, treballà a l'Institut d'Estudis Avançats de Princeton, on el 1983 aconseguí una beca MacArthur. En aquell moment, era la persona més vella que havia obtingut aquesta beca. Morí el 6 de febrer del 1985, el mateix dia que el seu últim volum de la sèrie A Mediterranean Society: The Jewish Communities of the Arab World as Portrayed in the Documents of the Cairo Geniza (volum 5) era despatxat a l'editorial.